# Versöhnungskirche (Mannheim)

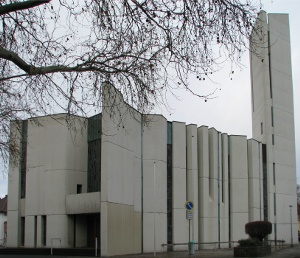
Versöhnungskirche

Die Versöhnungskirche ist eine evangelische Kirche im Mannheimer Stadtteil Rheinau. Sie wurde zwischen 1963 und 1965 nach den Plänen von Helmut Striffler erbaut.

## Geschichte
Rheinau ist eine junge Siedlung auf ehemals Seckenheimer Gemarkung, die erst im dritten Drittel des 19. Jahrhunderts entstand. Kirchlich gehörten die evangelischen Einwohner zu Seckenheim, wurden aber wegen der besseren Verkehrsanbindung von Oftersheim aus betreut. 1904 wurde eine Notkirche errichtet, die bereits zuvor bis zum Bau der Friedenskirche von der Gemeinde der Schwetzingerstadt genutzt worden war. Die ursprünglich als Provisorium gedachte kleine Kirche mit einem Dachreiter sollte dann mehrere Jahrzehnte bestehen. 1904 wurde ein Vikariat eingerichtet und 1908 wurde Rheinau eine selbständige Pfarrei.
Zwei der drei Glocken der Gießerei Andreas Hamm mussten im Ersten Weltkrieg abgeliefert werden. 1925 wurde das neue Geläut mit vier Glocken, das die Glockengießerei Bachert gegossen hatte, eingeweiht. Im Zweiten Weltkrieg blieb die Kirche unbeschädigt. Zu großen Veränderungen in der Gemeinde kam es in den 1950er und 60er Jahren. Bis dahin hatten zum Bezirk auch Hochstätt, Pfingstberg, Rheinau-Süd und Teile von Casterfeld gehört. Nun erhielt Pfingstberg eine eigene Pfarrei und in Rheinau-Süd wurde ein Vikariat eingerichtet. Und ab 1953 hieß die bislang nur „Evangelische Kirche“ oder „Rheinauer Kirche“ genannte Kirche nach einem Beschluss des Kirchengemeinderats „Michaelskirche“.
Dringlich wurde nun sowohl aufgrund des schlechten Bauzustands der Kirche als auch wegen der Größe der Gemeinde ein Kirchenneubau. Noch 1958 wurde eine Vergrößerung der ursprünglich nur als Provisorium gedachten Kirche diskutiert. Dann aber wurde der Mannheimer Architekt Helmut Striffler mit der Planung einer neuen Kirche beauftragt. 1963 wurde der Grundstein gelegt. Im Jahr darauf konnten das Richtfest gefeiert und die neuen Glocken eingeweiht werden und am 28. März 1965 wurde die nun „Versöhnungskirche“ benannte Kirche vom Landesbischof der Evangelischen Landeskirche in Baden Hans Heidland eingeweiht.
Die Kirche wurde 2008 als Kulturdenkmal ausgewiesen.

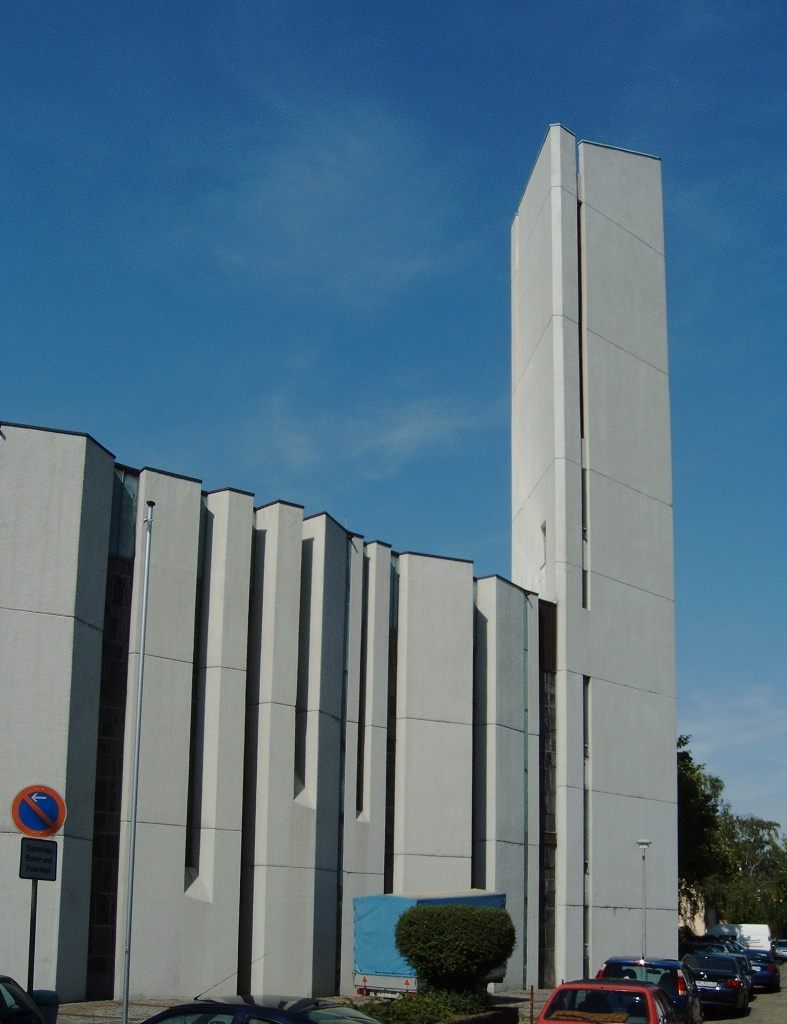
Glockenturm

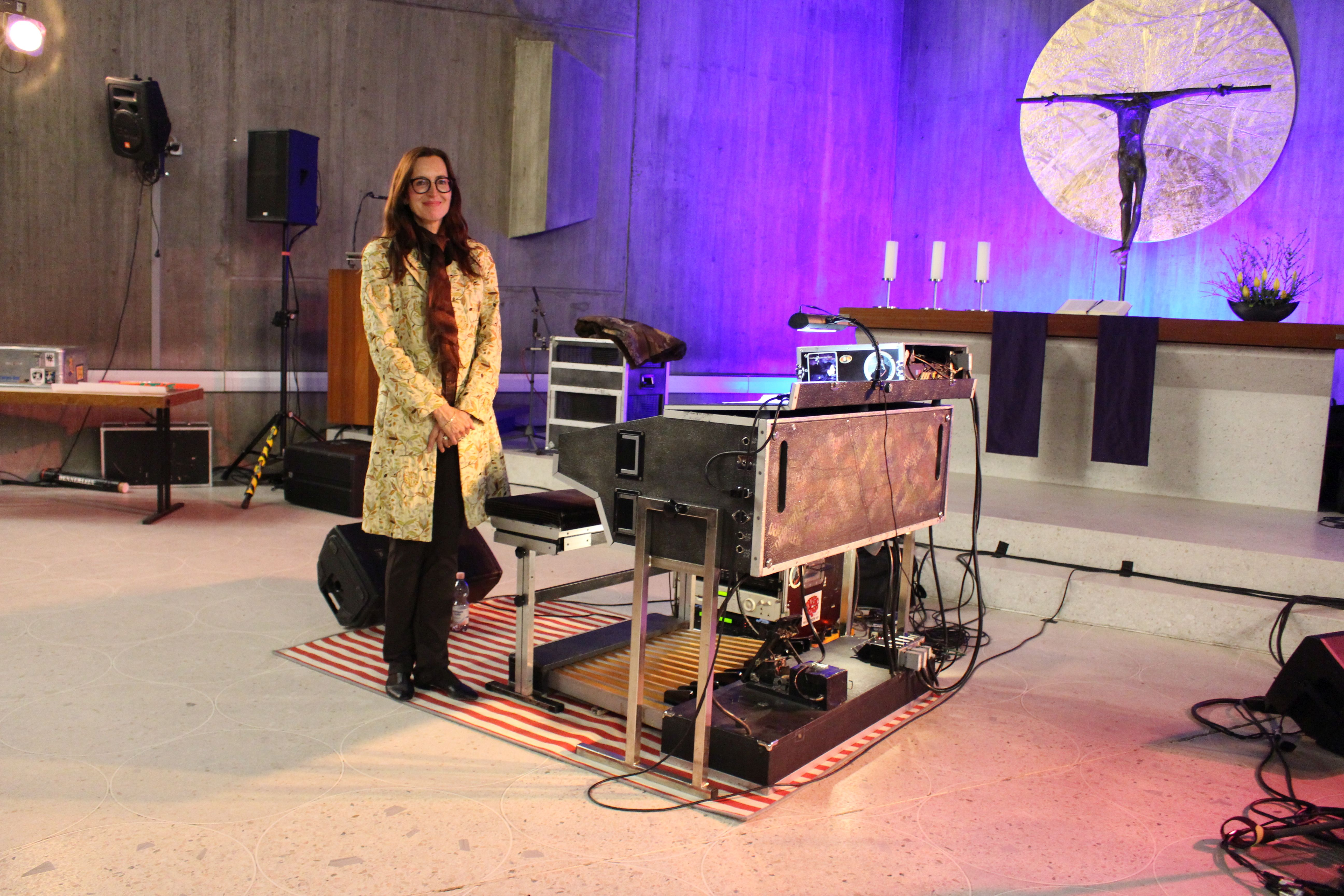
Organistin Barbara Dennerlein bei einem Konzert in der Versöhnungskirche (2022)

## Beschreibung
Die Versöhnungskirche steht im Zentrum von Rheinau am Marktplatz. Sie erhebt sich über einem unregelmäßigen Grundriss. Der dreieckige Glockenturm befindet sich an der südöstlichen Ecke. Der ursprüngliche Sichtbeton wurde bei einer Sanierung mit einem Anstrich überdeckt. Die hohen schmalen Fenster entwarf Emil Kiess. Sie wurden in der Werkstatt des französischen Glaskünstlers Gabriel Loire hergestellt.
Der Innenraum wurde architektonisch mit einer Raumdiagonalen auf den Altar an der Nordostecke ausgerichtet. Einziger Schmuck ist ein Kruzifix von Hubertus von Pilgrim, das seit 2018 von der „Christussonne“ der Mannheimer Künstlerin Bettina Mohr ergänzt wird. Die elektronische Orgel der Allen Organ Company wurde 1989 eingeweiht. Das Geläut besteht aus vier Bronzeglocken, die 1964 von der Gießerei Rincker gegossen wurden.
| Glocke | Name              | Gewicht | Schlagton |
| ------ | ----------------- | ------- | --------- |
| 1      | Beerdigungsglocke | 1565 kg | d′        |
| 2      | Vaterunserglocke  | 1210 kg | e′        |
| 3      | Segensglocke      | 0870 kg | fis′      |
| 4      | Taufglocke        | 0550 kg | a′        |